# Roybon
Roybon je francouzská obec v departementu Isère v regionu Auvergne-Rhône-Alpes. V roce 2022 zde žilo 1 103 obyvatel.

## Poloha obce
Obec leží u hranic departementu Isère a departementem Drôme. Sousední obce jsou: Bessins, Chasselay, Chevrières, Marnans, Montfalcon, Montrigaud (Drôme), Murinais, Saint Antoine l'Abbaye, Saint-Appolinard, Saint-Pierre-de-Bressieux, Varacieux a Viriville.

## Historie
Úrodné údolí bylo osídleno již ve 12. století, první písemná zmínka je z roku 1294, kdy je jako královský majetek vlastnil dauphin Humbert I. Palisádovým valem opevněné sídlo bylo ve 14. století proměněno na hrad. Roku 1572 obec ovládli kalvínci a postavili zde templ.

## Vývoj počtu obyvatel
Počet obyvatel

## Památky
- Kostel sv. Jana Křtitele, novorománská cihlová stavba z roku 1878
- Klášter Chambarand, novorománská stavba s kostelem Panny Marie, postavené v letech 1868-1877 pro mnichy řádu cisterciáků, kteří přišli z kláštera Sept Fons ve Francii. Opatem zde byl mimo jiné významný francouzský teolog Jean-Baptiste Chautard. V letech 1931–2019  dosavadní komunitu nahradily sestry trapistky, jejich konvent byl zrušen v roce 2019 a zbylé sestry se rozešly do jiných klášterů.
- Miniatura newyorské sochy svobody z roku 1906, vysoká 3 metry, stojí před novorenesanční radnicí

## Galerie

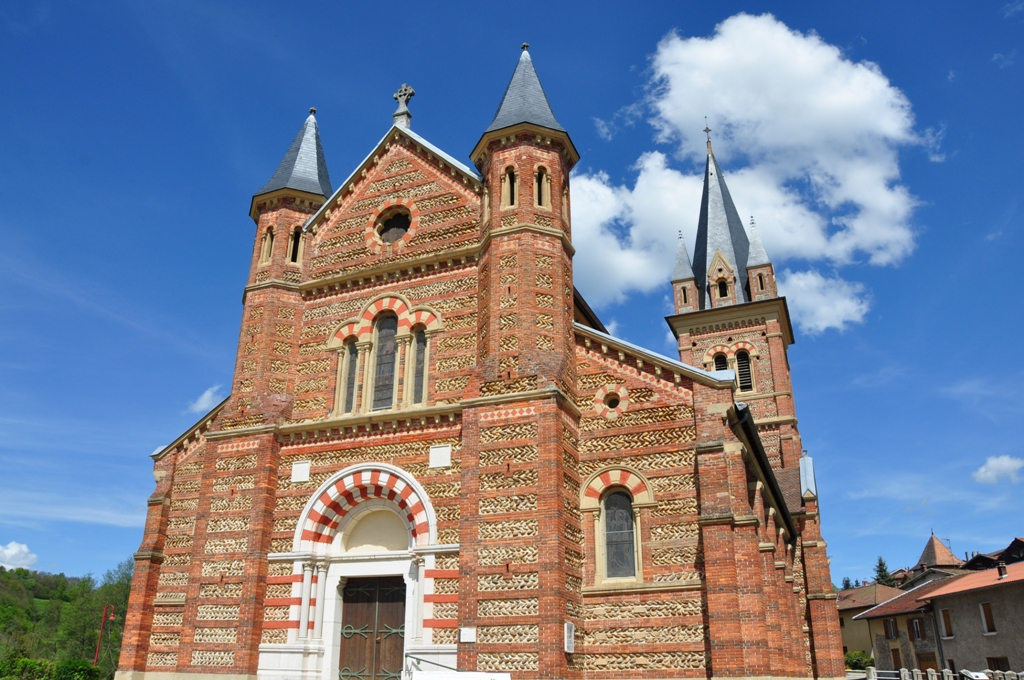
Kostel sv. Jana Křtitele
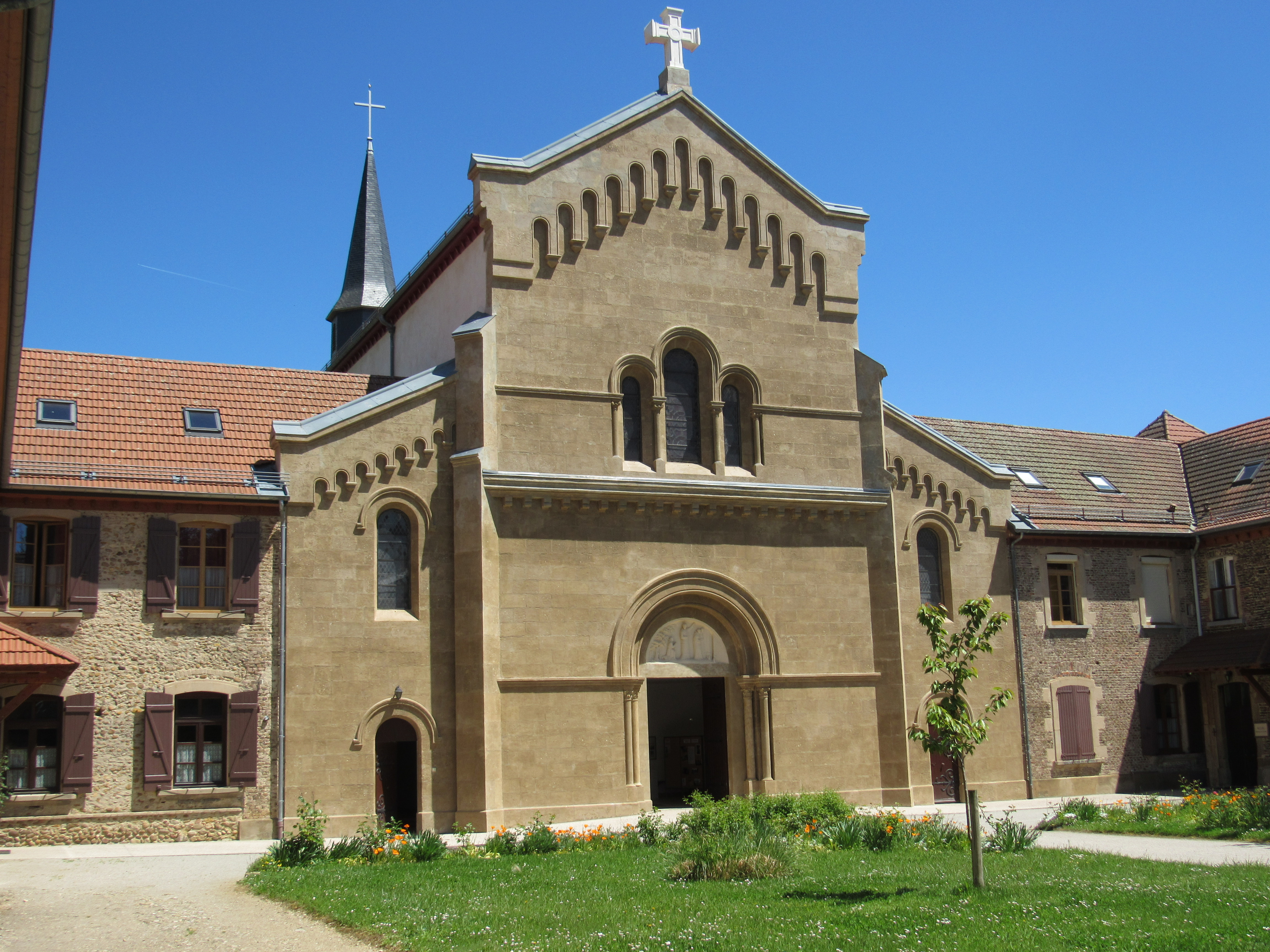
Klášterní kostel Notre Dame du Sacre Coeur
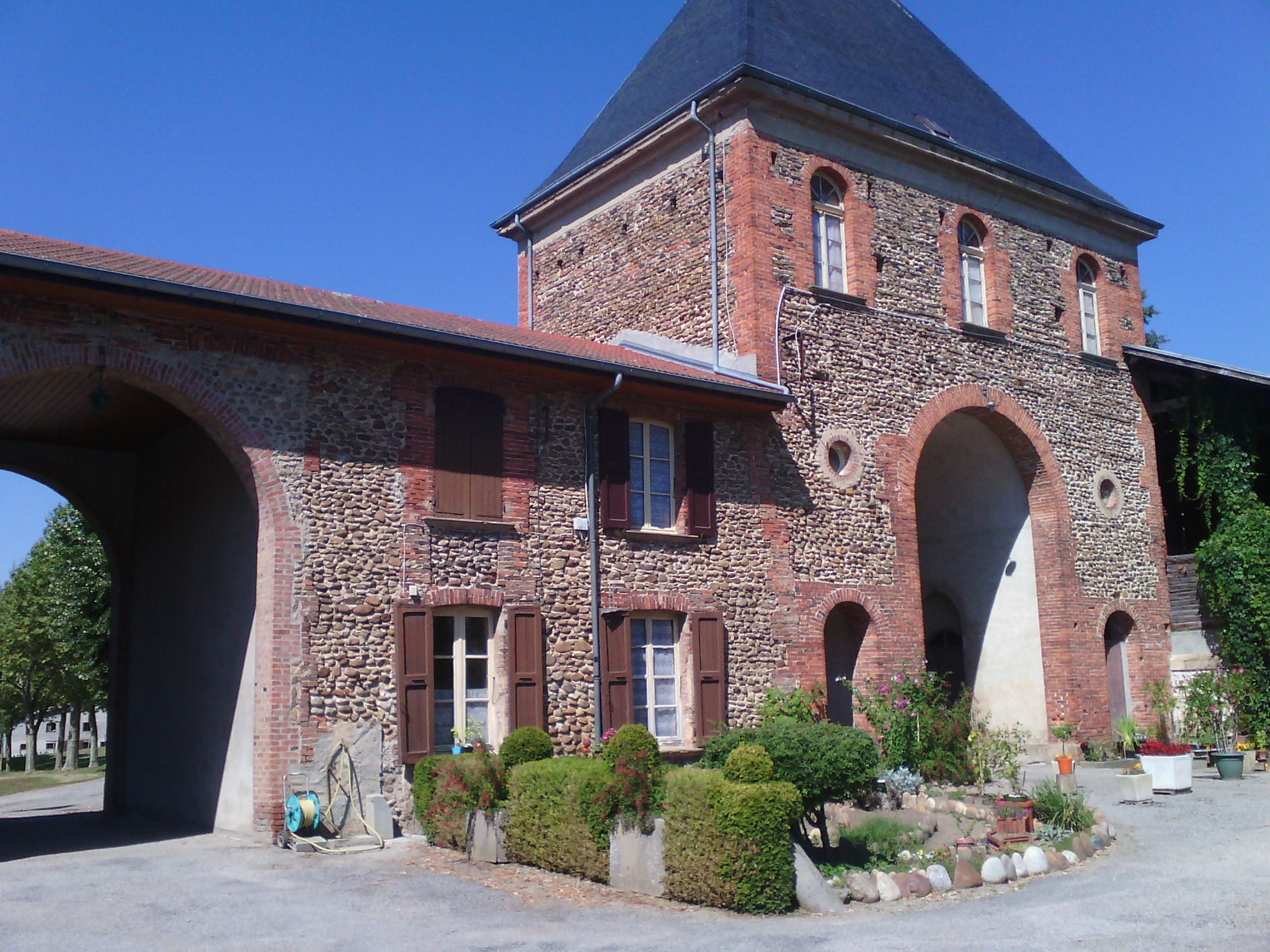
Portál kláštera Chambarand
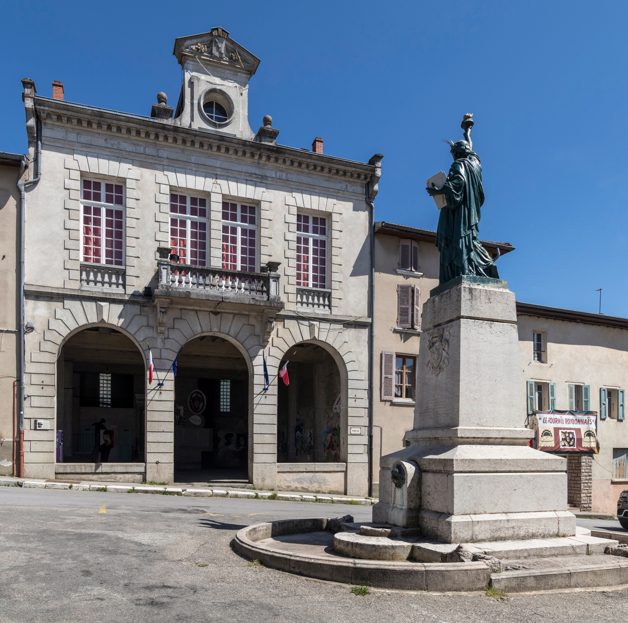
Radnice a Socha svobody